# Maria Fic
Maria Fic (ur. 6 marca 1951 w Wałbrzychu) – polska ekonomistka, doktor habilitowana inżynier nauk ekonomicznych (1989), profesor Uniwersytetu Zielonogórskiego (1996-2012) i Politechniki Wrocławskiej. Specjalistka w zakresie zarządzania wiedzą, przedsiębiorczości i ekonomii społecznej.

## Wykształcenie i działalność akademicka
W 1975 r. ukończyła studia na Akademii Ekonomicznej we Wrocławiu. W Moskwie w 1982 r. obroniła doktorat na Uniwersytecie im. Łomonosowa, gdzie habilitowała się w 1989 roku.
Jest promotorem 5 doktoratów w zakresie nauk ekonomicznych oraz opiekunem naukowym wielu prac magisterskich.
Sprawowane funkcje akademickie
Prodziekan ds. Nauki, Wydział Nauk Pedagogicznych i Społecznych, WSP im. T. Kotarbińskiego, Zielona Góra 1993-1996; Kierownik Centrum Badań Transgranicznych w Wojewódzkim Urzędzie Statystycznym w Zielonej Górze 1994-1996; prorektor WSP im. T. Kotarbińskiego, Zielona Góra 1996-1999; kierownik Zakładu Mikroekonomii i Polityki Społecznej, Uniwersytet Zielonogórski 2001-2012; członek Rady Wydawniczej Uniwersytetu Zielonogórskiego 2008-2012.;
Jej dorobek naukowy obejmuje kilkadziesiąt publikacji w czasopismach naukowych oraz kilkanaście książek.

## Odznaczenia i wyróżnienia
- Srebrny Krzyż Zasługi (1998)
- Medal Komisji Edukacji Narodowej (2011)